# Франц Райхелт
Франц Райхелт (на немски: Franz Reichelt), познат и като Франсоа Райхелт (на френски: François Reichelt), е френски шивач, изобретател и пионер в парашутизма от австрийски произход.
Наричан с прозвището „Летящият шивач“ заради разработките му на иновативен парашутен костюм, при тестовете на който намира смъртта си, скачайки на 4 февруари 1912 година от Айфеловата кула в Париж, в опит да демонстрира своето преносимо изобретение.
Първоначалните експерименти, проведени с манекени, хвърлени от височината на пететажната жилищната сграда в която живее, са успешни, но той не успява да повтори тези ранни успехи с нито един от по-късните му проекти. Вярвайки, че изобретението е подходящо при скок от по-висока тестова платформа, той бил сигурен, че ще докаже ефикасността на изобретението си, което кара Райхелт многократно да отправи петиции към полицията в Париж, за да получи разрешение за провеждане на тест от Айфеловата кула с манекен.
Най-накрая получава разрешение през 1912 г., но когато пристига в кулата на 4 февруари се разбира, че възнамерява да скочи лично, а не да проведе експеримент с манекен. Въпреки опитите да го разубедят, той скача от първата платформа на кулата, облечен в своето изобретение. Парашутът не успява да се разгърне и той пада на земята от 57 метра, намирайки смъртта си. На следващия ден вестниците са пълни с илюстрирани истории за смъртта на „безразсъдния изобретател“, а скокът е заснет с кинокамера и е показван в кинохроника.